# Henri Presset
Henri Presset est un sculpteur, graveur et dessinateur suisse né à Genève (Suisse) en 1928 et décédé dans la même ville, le 7 juin 2013.

## Biographie et parcours artistique
Fils d'un père boulanger et d'une mère ouvrière dans une corderie, il passe les premières années de son enfance dans le quartier des Pâquis à Genève. À 10 ans, ses parents reprennent le Café des Messageries à la rue de Berne (Genève). Après l'école obligatoire, qu'il interrompt prématurément, son père lui impose de faire un apprentissage de pâtissier-confiseur. Il obtient son certificat fédéral de capacité en 1946 mais n'exercera cette profession que pendant 6 mois.
Ses premiers contacts avec la sculpture ont lieu à l'atelier de Pedro Meylan où il dessine durant ses loisirs. Par la suite, Il prendra des cours chez le sculpteur et dessinateur Ferdy Denzler qui l'encouragera vivement à dépasser le stade d'amateur pour entrer dans une école professionnelle.
En 1947, il s'inscrit à l'École des beaux-arts de Genève où il reçoit une formation de sculpteur dans les ateliers de Henri König et de Max Weber ; le dessin lui est enseigné par Valentine Métein, Marie Boesch, puis, dès la troisième année, par Adrien Holy. Georges Pougnier l'initie aux techniques de moulage. Il reçoit son diplôme de sculpteur en 1951 et obtient la Bourse Holzer qui lui octroie la jouissance d'un atelier à l'École des Beaux-Arts de Genève de septembre 1951 à juillet 1952.
En 1953, il reçoit la Bourse Lissignol-Chevalier.
À la fin de ses études, lors d'un voyage en France, il rencontre le peintre Albert Gleizes. Il épouse en 1955 Claude Albana Bonnard céramiste et future enseignante à l'École des arts décoratifs de Genève. En 1957, il s'installe avec sa femme dans une maison à Chêne-Bourg. Après des voyages en Europe et en Inde, il se consacre entièrement à son art dès 1964. Dès 1965, il introduit Manolo Torres au milieu artistique genevois.
À partir de 1968, il se tourne vers la gravure qu'il pratiquera parallèlement à la sculpture. Il imprime ses estampes au Centre genevois de gravure contemporaine et dès 1971, commence une longue collaboration avec le graveur taille doucier Raymond Meyer à Lutry.
Il inaugure sa première exposition personnelle à la Galerie Arta à Genève en 1973. En 1980, il est sélectionné pour représenter la Suisse à la Biennale de Venise mais il déclinera l'invitation. Il reçoit le Prix des Arts plastiques de la Ville de Genève en 1983.
En 1986, au premier jour d'un enseignement qu'il s'était engagé à donner à l'École supérieure d'art visuel, il est victime d'une attaque cérébrale. Il lui faudra de nombreux mois pour retrouver sa pleine créativité.
À partir de 1987, commence une longue collaboration professionnelle avec Francisco Ramos, dit Paco, ouvrier serrurier et monteur qu'il engage à plein temps. Il inaugure, la même année, une exposition au Cabinet des estampes du Musée d'art et d'histoire de Genève et un catalogue raisonné sur son œuvre gravé est publié. S'enchaînent plusieurs autres expositions à la Chaux-de-Fonds, Aarau et enfin au Musée Rath à Genève.
À la fin de l'année 1988, pendant près de deux ans, Presset va vivre à Paris où il se consacre essentiellement à la gravure en collaboration avec les ateliers de taille-douce Rigal, à Fontenay-aux-Roses. Il y fréquente notamment la Galerie Pascal Gabert où il inaugurera sa première exposition personnelle à Paris en 1992.
En 1990, il revient à Genève. Il reçoit le Prix culturel Leenaards en 2009.
Il meurt le 7 juin 2013 à Genève,

## Distinctions
- 2009 : Prix culturel Leenaards[21]
- 2004 : Katalogbeitrag der Stiftung für die Graphische Kunst in der Schweiz
- 1997 : Prix de la Fondation pour les arts graphiques en Suisse
- 1983 : Prix de la Ville de Genève
- 1982 : Preis der Stiftung für die Graphische Kunst in der Schweiz
- 1953 : Bourse Lissignol-Chevalier
- 1951 : Bourse Holzer

## Expositions personnelles
- 2004 : Henri Presset, sculpteur : gravures, 1980-2004 / Musées d'art et d'histoire, Genève, Exposition présentée au Cabinet d'arts graphiques, Genève du 8 juillet au 26 septembre 2004[23]
- 1998 : Henri Presset : gravures, sculptures : Musée des Beaux-Arts de la ville du Locle, 14 novembre 1998 - 17 janvier 1999[24]
- 1992 : Henri Presset : sculptures, gravures : Galerie Pascal Gabert, Paris / [textes: Marcel Christin, Rainer Michael Mason]
- 1992 : Henri Presset : Figuren, Zürich, Musée de Bellerive, 6 septembre 1992
- 1988 : Henri Presset : sculptures 1959-1988 : La Chaux-de-Fonds, Musée des beaux-arts du 30.1. au 13.3.1988 / [John Berger... et al.]
- 1988 : Henri Presset : sculptures 1959-1988 : Aarau, Aargauer Kunsthaus, 26. März bis 1. Mai 1988 / [John Berger... et al.]
- 1988 : Henri Presset : sculptures 1959-1988 : Genève, Musée Rath, du 19.5. au 19.6.1988 / [John Berger... et al.]
- 1987 : Henri Presset : l'œuvre gravé : 1968-1987 / catalogue établi sur la foi des sources et de l'artiste par Rainer Michael Mason
- 1980 : Henri Presset : Galerie Anton Meier Genève, mai-juin 1980
- 1973 : Henri Presset : Galerie Arta, Genève : [catalogue tiré à l'occasion de l'exposition Henri Presset]

## Expositions collectives
- 2005 : Schweizerische Künstlergraphik im 20. Jahrhundert / Eva Korazija ; mit einem Beitrag von Bernadette Walter ; hrgs. von der Graphischen Sammlung der ETH Zürich
- 1999 : Mémoires : paysages intérieurs : [Bex & arts 1999 : 7e Triennale de sculpture contemporaine, Propriété de Szilassy, Bex, du 30 mai au 26 septembre 1999] : [catalogue] / réd. Nicolas Raboud ; photogr. Magali Koenig ; textes Clémence de Biéville.
- 1996 : Babylone : un jardin suspendu : 6e triennale de sculpture contemporaine, Propriété de Szilassy, Bex, du 9 juin au 29 septembre 1996 / réd. Nicolas Raboud ; photogr. Magali Koenig ; textes Clémence de Biéville ; graphisme Pierre Neumann.
- 1991 : Sculptures dans le parc, dessins de sculpteurs : exposition du 25.5. au 30.10.1991, [La Neuveville].
- 1991 : Sculpture suisse en plein air, 1960-1991, Fondation Pierre Gianadda, Martigny, Suisse, 13 juin au 17 novembre 1991 / commissaires de l'exposition : André Kuenzi et Annette Ferrari ; conseiller artistique : Marcel Joray ; photogr. couleur : Heinz Preisig
- 1987 : Traces du sacré dans la sculpture suisse contemporaine : 30 artistes à Bex au domaine de Szilassy du 12 juin au 13 septembre 1987 : [catalogue] / Bex & Arts 87 ; photogr. : Magali Koenig ; réd. : Nicolas Raboud
- 1984 : Edouard Delieutraz, Aldo Guarnera, Gilbert Mazliah, Henri Presset, Albert Rouiller, Alain Schaller, Matthias Streiff : Villa du jardin alpin, Meyrin, [1984]
- 1983 : Sechs Künstler aus Genf : Henri Presset, Michel Chapuis, Philippe Grosclaude, Gérard Thalmann, Michel Grillet, Jérôme Baratelli : Städtische Galerie zum Strauhof Zürich, 15 avril - 18 mai. 1983
- 1976 : Artistes genevois : Streiflichter auf die Genfer Kunstszene : (Ausstellung) Helmhaus Zürich, (10.Januar-15.Februar 1976) / Organisiert von der Präsidialabteilung der Stadt Zürich in Zusarb. mit dem Musée d'art et d'histoire, Genf
- 1975 : Peintures et sculptures : Piscine de Lancy, Genève, du 11 octobre au 9 novembre 1975 / [Association des sculpteurs de Genève]

## Collections publiques
- Fonds municipal d'art contemporain de Genève (FMAC), 7 pièces
- Musée d'art et d'histoire de Genève (MAH), plus de 400 gravures
- Aargauer Kunsthaus, Aarau, 1 pièce
- Collection du Département fédéral[25], Berne, 2 pièces
- Musée des Beaux-Arts de La Chaux-de-Fonds, 1 pièce
- Musée cantonal des beaux-arts de Lausanne, 2 pièces
- Musée d'art et d'histoire de Neuchâtel, 1 pièce
- Musée Jenisch Vevey, 1 pièce
- Musée du Palais Strozzi, Florence, 1 pièce